# Mandello Vitta
Mandello Vitta es una localidad y comune italiana de la provincia de Novara, región de Piamonte, con 261 habitantes.

## Evolución demográfica
| Gráfica de evolución demográfica de Mandello Vitta entre 1861 y 2001 |
|                                                                      |
| Fuente ISTAT - elaboración gráfica de Wikipedia                      |